# Аргий
Аргий (др.-греч.  Άργεῖος) — персонаж греческой мифологии из аргосского цикла, сын Ликимния. Был спутником Геракла и погиб либо при первом взятии Трои, либо в походе на Эхалию.

## В мифологии
Аргий принадлежал к роду Персеидов. Он был сыном Ликимния и соответственно правнуком Персея, а Геракл приходился ему двоюродным братом. Матерью Аргия была Перимеда (сестра Амфитриона), братьями — Эон и Мелан.
Античные авторы упоминают Аргия только в связи с двумя эпизодами биографии Геракла, причём эти два сообщения противоречат друг другу. Согласно Псевдо-Аполлодору, Аргий сопровождал родича в его походе против Еврита, царя Эхалии, и погиб в бою вместе с братом Меланом; Геракл похоронил обоих сразу после взятия города. В то же время автор схолиев к «Илиаде» Гомера пишет, что Аргий принял участие в состоявшемся позже походе Геракла на Трою. Согласно этому источнику, Геракл пообещал своему дяде Ликимнию, что Аргий вернётся из похода невредимым, но этому не суждено было случиться: Аргий погиб в битве. Тогда Геракл торжественно сжёг его тело, а пепел увёз в Элладу и передал Ликимнию. Таким образом возник обычай сжигать тела умерших.